# Rascolnici

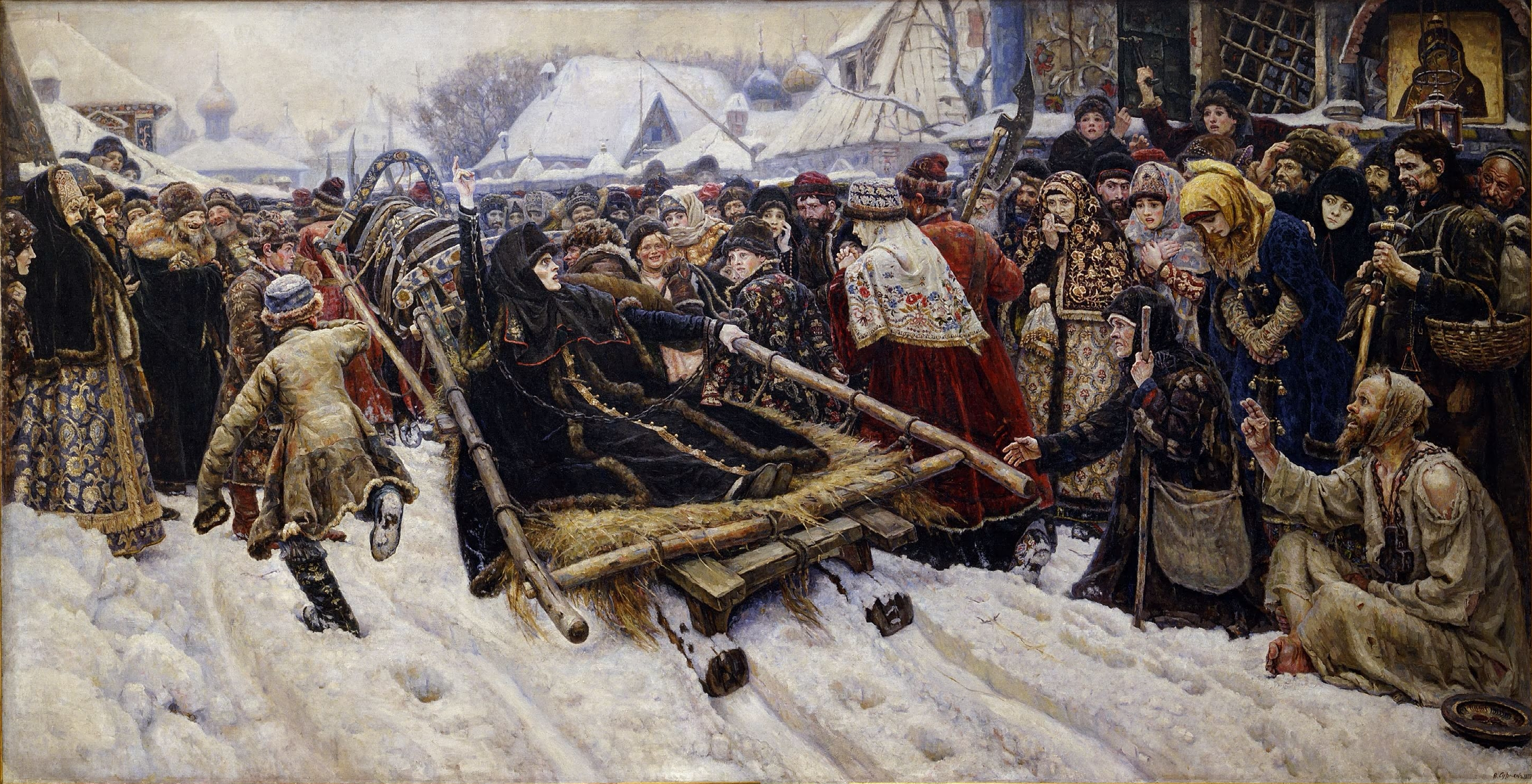
Un tablou celebru de Vasili Surikov care prezintă epurarea vechilor credincioși.

Rascolnicii sau staroverii (vechi-credincioși, în rusă старове́ры) sunt o comunitate separată în anul 1666 de Biserica Ortodoxă Rusă ca protest împotriva reformelor introduse de patriarhul Nikon al Moscovei între anii 1652 și 1666. Vechii credincioși își desfășoară practicile liturgice pe care Biserica Ortodoxă Rusă le practica înainte de implementarea reformelor.

## Istorie

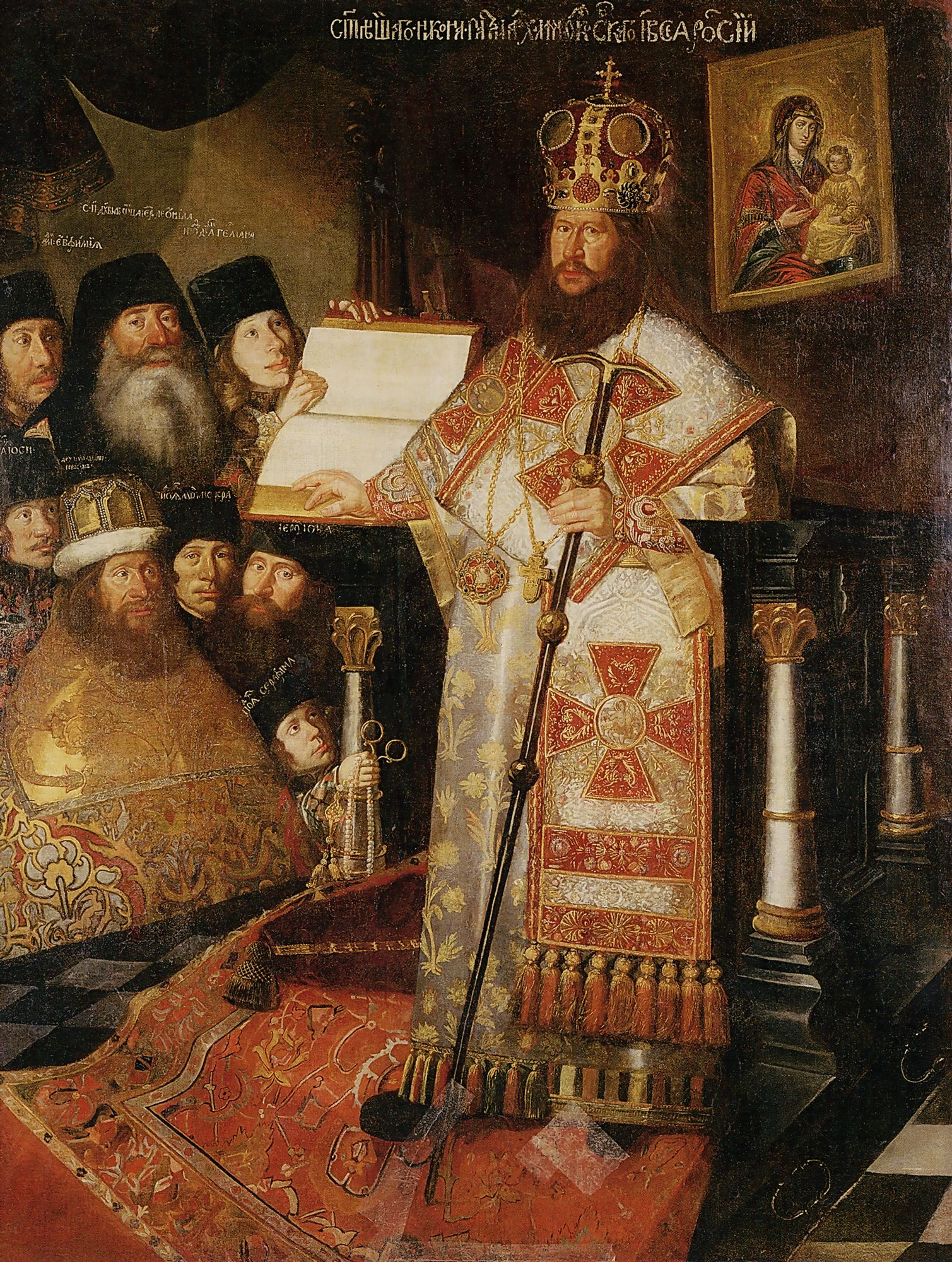
Portret al Patriarhului Nikon

În 1652 Nikon (1605-1681, Patriarhul Bisericii Ortodoxe Ruse între 1652-1658) a introdus o serie de revizuiri rituale și textuale cu scopul de a obține uniformitate între practicile rusești și ortodocșii greci. Nikon pe baza discrepanțelor constatate între ritualurile și textele rusești și grecești, a dispus o ajustare a riturilor rusești care să se alinieze cu cele grecești din perioada sa. În acest sens, Nikon a acționat fără o consultare adecvată a clerului și fără convocarea unui conciliu. După punerea în aplicare a acestor revizuiri, Biserica a anatemizat și suprimat cu sprijinul statului moscovit ritul liturgic anterior. De asemenea, Biserica a anatemizat și suprimat și pe cei care au fost reticenți în a trece la ritul revizuit. Cei care și-au menținut fidelitatea față de ritul anterior (rascolnicii) au suferit persecuții severe de la sfârșitul secolului al XVII-lea până la începutul secolului al XX-lea, fiind numiți schismatici. La rândul lor, rascolnicii se considerau ca fiind singurii ruși ortodocși adevărați iar pe restul îi catalogau ca fiind eretici.
Schisma a fost imensă. Au fost arse sate întregi, biserici demolate, cărți și icoane au fost distruse, iar protestatarii au fost condamnați la moarte – totul până la urcarea pe tron a lui Petru cel Mare (el fiind considerat tot un vechi-credincios). Cu toate acestea, un număr mare de persoane au rămas vechi-credincioși – conform unor cercetări până la o treime din populația Imperiului Rus înainte de 1917 erau vechi-credincioși. 
Cu timpul, numărul vechilor-credincioși a început să scadă. Aceștia au fugit în regiunile îndepărtate ale Rusiei unde autoritățile nu-i puteau controla și unde își puteau exercita în mod liber ritualurile lor. De exemplu, crucile sunt adesea puse nu la cap, ci la picioarele defunctului.

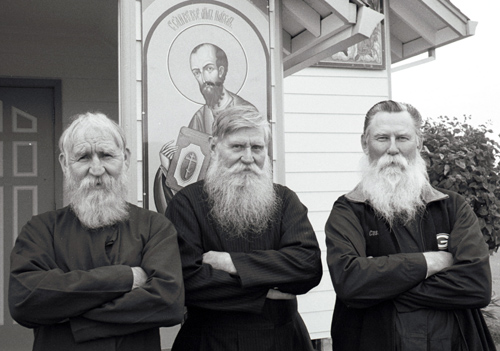
Rascolnici din Woodburn, Oregon

Spre deosebire de Biserica Ortodoxă Rusă, vechii-credincioși nu au intrat sub controlul KGB-ului.
Unii cercetători ai teoriei conspirației cred că există motive mai profunde pentru ceea ce s-a întâmplat: Biserica Ortodoxă Rusă a adoptat prea multe ritualuri păgâne și prea mulți „sfinți” și era necesar pentru a fi curățată pentru ca Biserica să devină mai modernă și mai pământească.

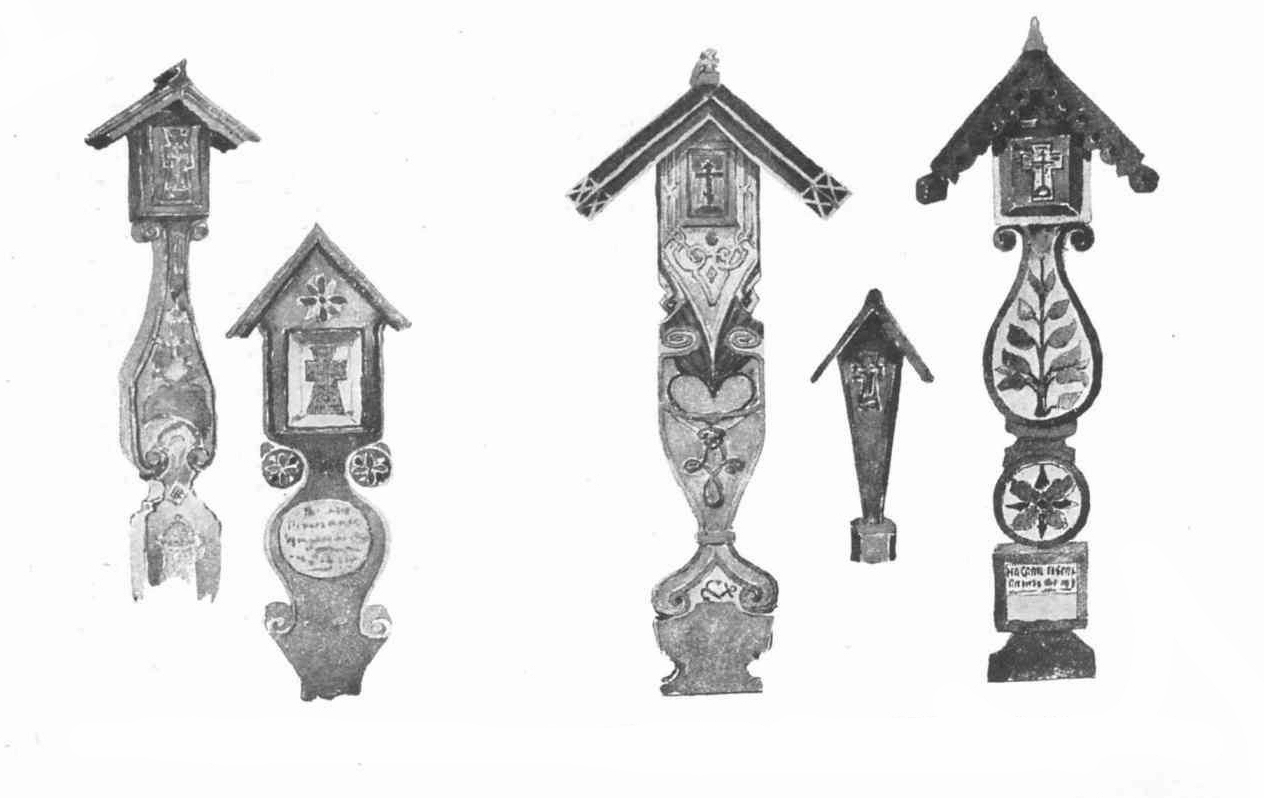
Cruci

### Principalele modificări introduse de patriarhul Nikon
Numeroasele modificări ale textelor și riturilor ocupau aproximativ 400 de pagini. Vechii credincioși respectă următoarele rânduieli:
|                                                | Practica veche | Practica nouă |
| ---------------------------------------------- | --- | --- |
| Scrierea numelui Iisus                         | Ісусъ [Isus] | Іисусъ [Iisus] |
| Crezul                                         | рожденна, а не сотворенна (născut dar nu făcut); И в Духа Свѧтаго, Господа истиннаго и Животворѧщаго (Și în Duhul Sfânt, Adevăratul Domn și Făcător de Viață) | рожденна, не сотворенна (născut nu făcut); И в Духа Свѧтаго, Господа Животворѧщаго (Și în Duhul Sfânt, Domnul, de Viață Făcătorul) |
| Semnul crucii                                  | Două degete, arătătorul ținut drept, mijlociul ușor îndoit | Două degete împreunate cu degetul mare                                                                                             |
| Numărul de Prescuri din Liturghie și Litie     | Șapte prescuri | Cinci prescuri |
| Direcția de înaintare ceremonială (procesiune) | În sens orar | În sens antiorar |
| Aleluia                                        | Аллилуїa, аллилуїa, слава Тебѣ, Боже (aleluia aleluia, Slavă Ție, Doamne)                                                                                     | Аллилуїa, аллилуїa, аллилуїa, слава Тебѣ, Боже (aleluia aleluia aleluia, Slavă Ție, Doamne)                                        |

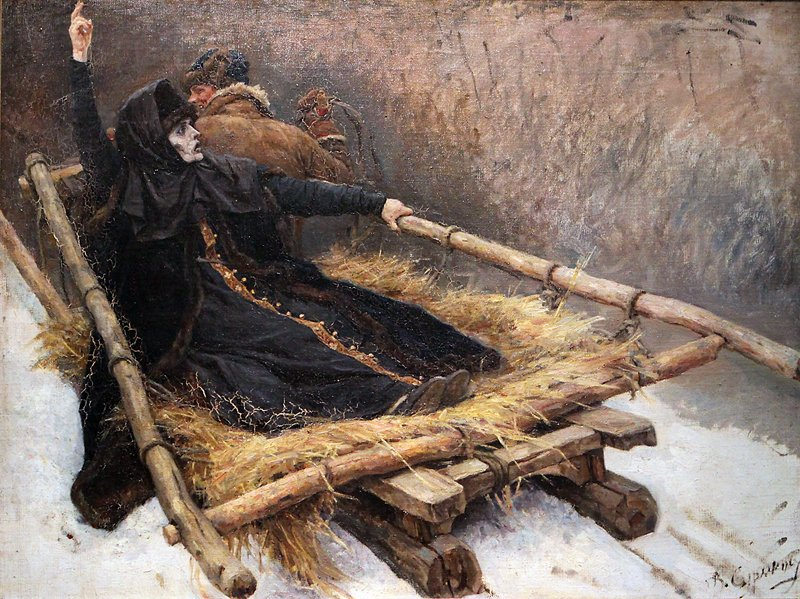
Boyaryna Morozova arătând două degete, pictură de Surikov – detaliu, schița 04 din galeria Tretyakov

Astăzi, aceste modificări pot părea nesemnificative, dar credinciosul din acele timpuri privea ritualurile și dogma ca fiind puternic intercalate: ritualurile bisericești au reprezentat și simbolizat de la început adevărul doctrinei.

## Situația din prezent
Există unu sau două milioane de vechi-credincioși în Rusia și în străinătate. În România, lipovenii sunt tot rascolnici. Aceștia au sosit în Delta Dunării în preajma anului 1740 pentru a scăpa de persecuțiile religioase.